# Ischnaspis silvestrii
Ischnaspis silvestrii är en insektsart som beskrevs av Leonardi 1914. Ischnaspis silvestrii ingår i släktet Ischnaspis och familjen pansarsköldlöss.
Artens utbredningsområde är Guinea. Inga underarter finns listade i Catalogue of Life.